# Акмырза
Акмырза́ (каз. Ақмырза, до 2007 г. — Тимофе́евка) — аул в Ерейментауском районе Акмолинской области Казахстана. Административный центр Акмырзинского сельского округа. Код КАТО — 114633100.

## География
Аул расположен на берегу реки Акмырза, в западной части района, на расстоянии примерно 54 километров (по прямой) к западу от административного центра района — города Ерейментау.
Абсолютная высота — 286 метров над уровнем моря.
Климат холодно-умеренный, с хорошей влажностью. Среднегодовая температура воздуха положительная и составляет около +4,0°С. Среднемесячная температура воздуха в июле достигает +20,2°С. Среднемесячная температура января составляет около −14,6°С. Среднегодовое количество осадков составляет около 400 мм. Основная часть осадков выпадает в период с июня по август.
Ближайшие населённые пункты: село Новомарковка — на северо-западе.
Севернее аула проходит автодорога республиканского значения — Р-4 «Астана — Ерейментау — Шидерты». Через аул проходит проселочная дорога «Новомарковка — Еркеншилик».

## Население
В 1989 году население аула составляло 983 человека (из них казахи — 39 %).
В 1999 году население аула составляло 867 человек (418 мужчин и 449 женщин). По данным переписи 2009 года, в ауле проживало 740 человек (374 мужчины и 366 женщин).
| Численность населения | Численность населения | Численность населения |
| 1989                  | 1999                  | 2009                  |
| --------------------- | --------------------- | --------------------- |
| 983                   | ↘867                  | ↘740                  |

## Улицы[7]
- ул. Бейбитшилик
- ул. Достык
- ул. Жастар
- ул. им. Турсынбая Бимжанова
- ул. Тауелсиздик
- ул. Ынтымак